# Morinia crassitarsis
Morinia crassitarsis är en tvåvingeart som beskrevs av Villeneuve 1936. Morinia crassitarsis ingår i släktet Morinia och familjen spyflugor. Inga underarter finns listade i Catalogue of Life.